# Encelia hispida
Encelia hispida là một loài thực vật có hoa trong họ Cúc. Loài này được Andersson mô tả khoa học đầu tiên.